# Ole Anderson
Pour les articles homonymes, voir Rogowski et Anderson.
Alan Rogowski, né le 22 septembre 1942 à Minneapolis (Minnesota) et mort le 26 février 2024, plus connu sous son nom de ring Ole Anderson, est un lutteur professionnel de catch et un promoteur de catch américain.
Il commence sa carrière de catcheur sous son véritable nom dans le Minnesota. Il change de nom de ring pour celui de Ole Anderson quand il commence à faire équipe avec Gene Anderson (en). Ils se présentent comme étant frère et sont les premiers « membres » de la famille Anderson (en), une famille fictive du monde du catch. 
Ils se font connaître sur la côte Est des États-Unis à  la Georgia Championship Wrestling (en) et à Jim Crockett Promotions (en). En plus d'être catcheur dans ces deux fédérations, il en devient aussi le booker.

## Jeunesse
Alan Rogowski obtient une bourse sportive pour faire partie de l'équipe de football américain de l'université du Colorado. 

## Carrière de catcheur

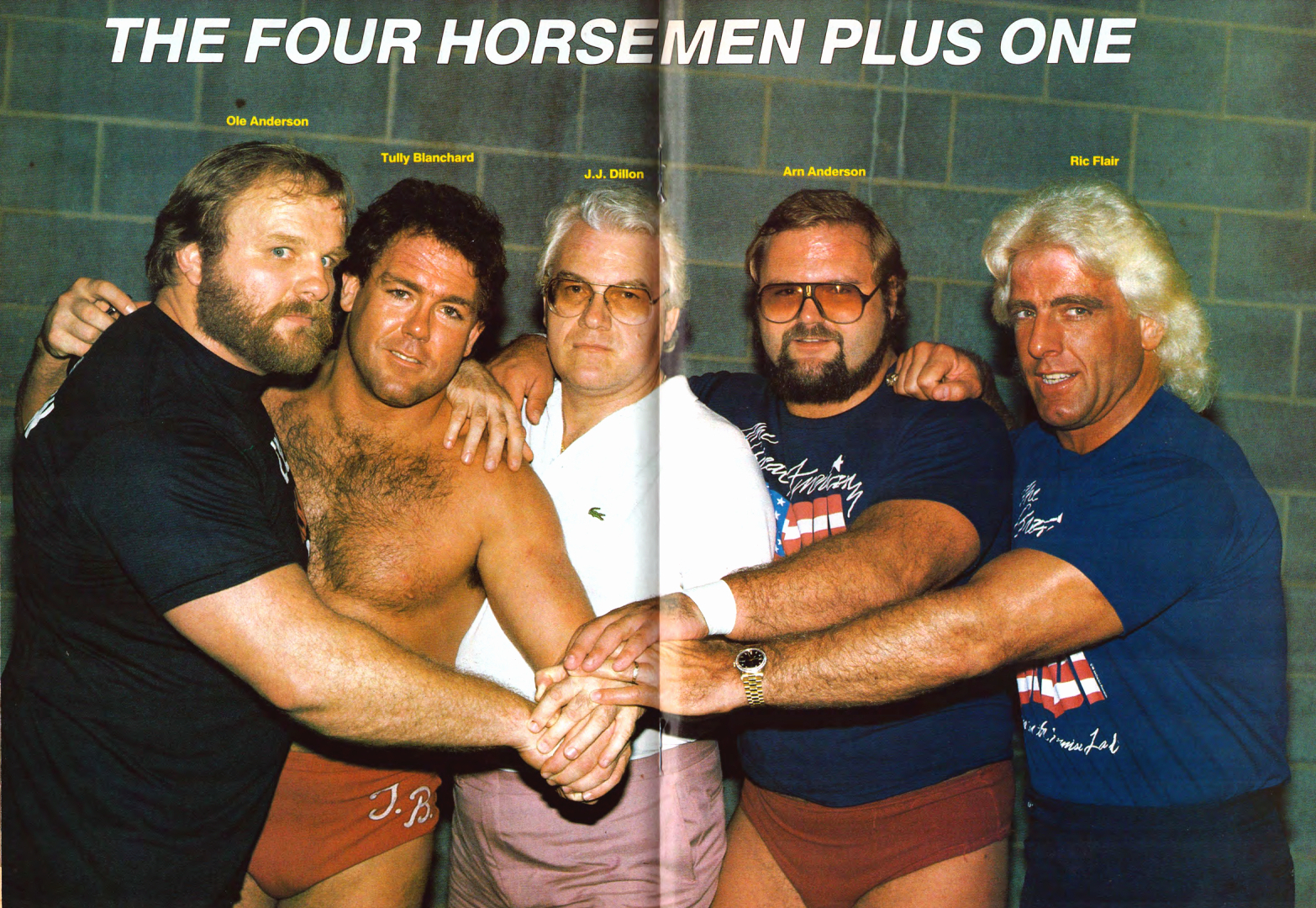
Les Four Horsemen, été 1987.

### Débuts à laAmerican Wrestling Association
Rogowski n'est pas un fan de catch. C'est un ami qui lui recommande de devenir catcheur et l'envoie s’entraîner au camp d'entraînement de Verne Gagne. Il commence sa carrière dans le Minnesota sous son véritable nom en 1967. Verne Gagne l'engage en lui garantissant 500 dollars par semaine. Les promoteurs de cet état le surnomment « The Rock » car il est considéré comme « un dur ».

### National Wrestling Alliance
Il s'en va travailler à la National Wrestling Alliance dans des promotions comme la Jim Crockett Promotions (JCP, en dehors de  Charlotte, Caroline du Nord) et Georgia Championship Wrestling (GCW), où il adopte le nom de ring Ole Anderson, et devient un membre de l'équipe légendaire Minnesota Wrecking Crew avec son « frère » Gene Anderson après que Lars Anderson quittait l'équipe à la fin des années 1960. L'équipe de Ole & Gene devenait synonyme au catch par équipe à la JCP et GCW pendant plusieurs années. 
Les Anderson  rivalisaient avec des stars comme Mr. Wrestling & Mr. Wrestling II, Wahoo McDaniel, Jack Brisco, Jerry Brisco, Tommy Rich, Johnny Weaver, Dino Bravo, Paul Jones, Ric Flair, Greg Valentine, Ricky Steamboat, Rufus R. Jones, The Mongols, et Thunderbolt Patterson dans les années 1970 et début 1980. 
Dans les coulisses, Anderson est aussi le scripteur numéro un de la GCW et s'occupe aussi de la JCP en 1981-82. Pour un certain temps, il s'occupe des deux différentes fédérations, pouvant ainsi combiner souvent les deux rosters pour donner le meilleur de ce qu'il se fait dans le business à l'époque. Il quitte plus tard la JCP pour devenir scripteur et catcheur à temps plein à la GCW.
Quand les propriétaires Jack et Jerry Brisco vendent leur fédération à Vince McMahon, Anderson résiste au changement, et joint ses forces aux promoteurs de longue date de la NWA, Fred Ward et Ralph Freed, pour lancer une nouvelle fédération intitulée Championship Wrestling from Georgia.

#### Équipe avec Arn Anderson
En avril 1985, la Jim Crockett Promotions et la Championship Wrestling from Georgia s'associent. Anderson fait équipe avec Thunderbolt Patterson à la CWG alors que Marty Lunde débute à la JCP en tant que Arn Anderson. Ceci paraissait naturel d'associer les deux « Anderson ». Anderson se retourne bientôt contre Thunderbolt et fait équipe avec Arn dans le Minnesota Wrecking Crew.

#### Les Four Horsemen
En 1986, Anderson fait partie de l'original gang des Four Horsemen,un clan heel, avec Ric Flair, Arn Anderson, Tully Blanchard et leur manager James J. Dillon. Pendant son passage dans les Horsemen, Anderson rivalise avec Magnum T.A., Dusty Rhodes, The Rock 'N Roll Express et les Road Warriors. Anderson est plus tard renvoyé du clan pour être remplacé par Lex Luger début 1987.
Anderson se retire en 1988, quand son fils Brian, commence sa carrière dans la lutte amateur. Brian lutte plus tard à la WCW en tant que Bryant Anderson.

### World Championship Wrestling (1989-1993)
Anderson revient au catch à la WCW en 1989 pour reformer les Four Horsemen avec Flair, Arn et Sting. Ils renvoyent rapidement Sting du clan, et Anderson se retire de nouveau pour devenir le manager des Horsemen, qui depuis comptent dans leur effectif Barry Windham et Sid Vicious.
En 1990, Anderson est choisi pour prendre la tête du comité de script de la WCW, qui à cette époque commence peu à peu à se séparer du nom NWA dans ses programmes télévisés. Apparaissant dans les Pay-per-views (PPVs) de la WCW sous son nom réel, Anderson est responsable d'une partie des mauvaises idées essayées par la WCW. L'une de ses créations est The Black Scorpion, qui est un châtiment venant du passé de Sting. Après plusieurs apparitions, l'identité du Scorpion se révélait finalement être Ric Flair, pour confondre Sting et le forcer d'abandonner le WCW World Heavyweight Championship.
Quand Eric Bischoff prend le contrôle de la WCW en 1993, Anderson et son fils sont renvoyés par Bischoff.

### Retraite
Depuis cette époque, Ole est resté en dehors des affaires, mais a écrit un livre intitulé Inside Out. Il s'est attiré les foudres de son ancien ami et partenaire Ric Flair en critiquant le fait que Flair catchait le même match pendant plusieurs années.

## Palmarès
- American Wrestling Association (AWA)
  - 2 fois  champion poids lourd du Midwest de la AWA[7]
  - 2 fois champion par équipes du Midwest de la AWA avec The Claw puis avec Ox Baker (en)[8]

- Championship Wrestling from Florida
  - 1 fois champion par équipe de Floride de la National Wrestling Alliance (NWA) avec Ron Garvin[9]
  - 1 fois champion Télévision de Floride de la NWA[10]

- Georgia Championship Wrestling (en)
  - 16 fois champion par équipes de Géorgie de la NWA avec Gene Anderson (6), Ivan Koloff (5), Lars Anderson (2), Rene Goulet (1), Ernie Ladd (1), et Jerry Brisco (1)[11]
  - 2 fois champion National par équipes de la NWA avec Arn Anderson puis Thunderbolt Patterson[12]

- Mid-Atlantic Championship Wrestling (en)
  - 4 fois champion par équipes de la côte atlantique de la NWA avec Gene Anderson (en)[13]
  - 1 fois champion poids lourd des états de l'Est de la NWA[14]
  - 3 fois champion par équipes de la NWA Mid-Atlantic avec Gene Anderson (en)[15]
  - 11 fois champion du monde par équipe de la NWA (version Mid-Atlantic) avec Gene Anderson (en) (10) et Stan Hansen (1)[16]
- National Wrestling Alliance (NWA)
  - Membre du NWA Hall of Fame (2010)[17]

- Southeastern Championship Wrestling
  - 1 fois champion poids lourd du Sud-Est de la NWA[18]

- World Championship Wrestling (WCW)
  - Membre du WCW Hall of Fame (1994)[19]

## Récompenses des magazines
- Pro Wrestling Illustrated
  - Équipe de l'année en 1975 avec Gene Anderson (en)[19]
  - 2e équipe de l'année en 1976 avec Gene Anderson (en)[19]
  - 4e équipe de l'année en 1982 avec Stan Hansen[19]
  - 3e manager de l'année en 1990[19]
  - Classé 319e au classement PWI500[20]

- Wrestling Observer Newsletter
  - Meilleure équipe de l'année 1982 avec Stan Hansen[19]